# Economia do País de Gales
Partes do País de Gales foram fortemente industrializadas a partir do século XVIII. Procedeu-se à mineração de carvão, cobre, ferro, chumbo e ouro e exploraram-se pedreiras de ardósia. As siderurgias e as minas de carvão atrairam grande número de imigrantes durante o século XIX, especialmente para os vales a norte de Cardiff, que hoje é a capital do país.